# جو واستلر
جو واستلر (بالإنجليزية: Joe Oastler)‏ (3 يوليو 1990 ببورتسموث في المملكة المتحدة - ) هو لاعب كرة قدم بريطاني في مركز الدفاع. لعب مع كوينز بارك رينجرز ونادي سالزبري سيتي وبوغنور ريجيس تاون ونادي توركي يونايتد ونادي ألدرشوت تاون.

## وصلات خارجية
- جو واستلر على موقع قاعدة بيانات كرة القدم.إي يو (الإنجليزية)
- جو واستلر على موقع Soccerbase.com (لاعب) (الإنجليزية)